# Distrito Escolar Independiente de Carrollton-Farmers Branch

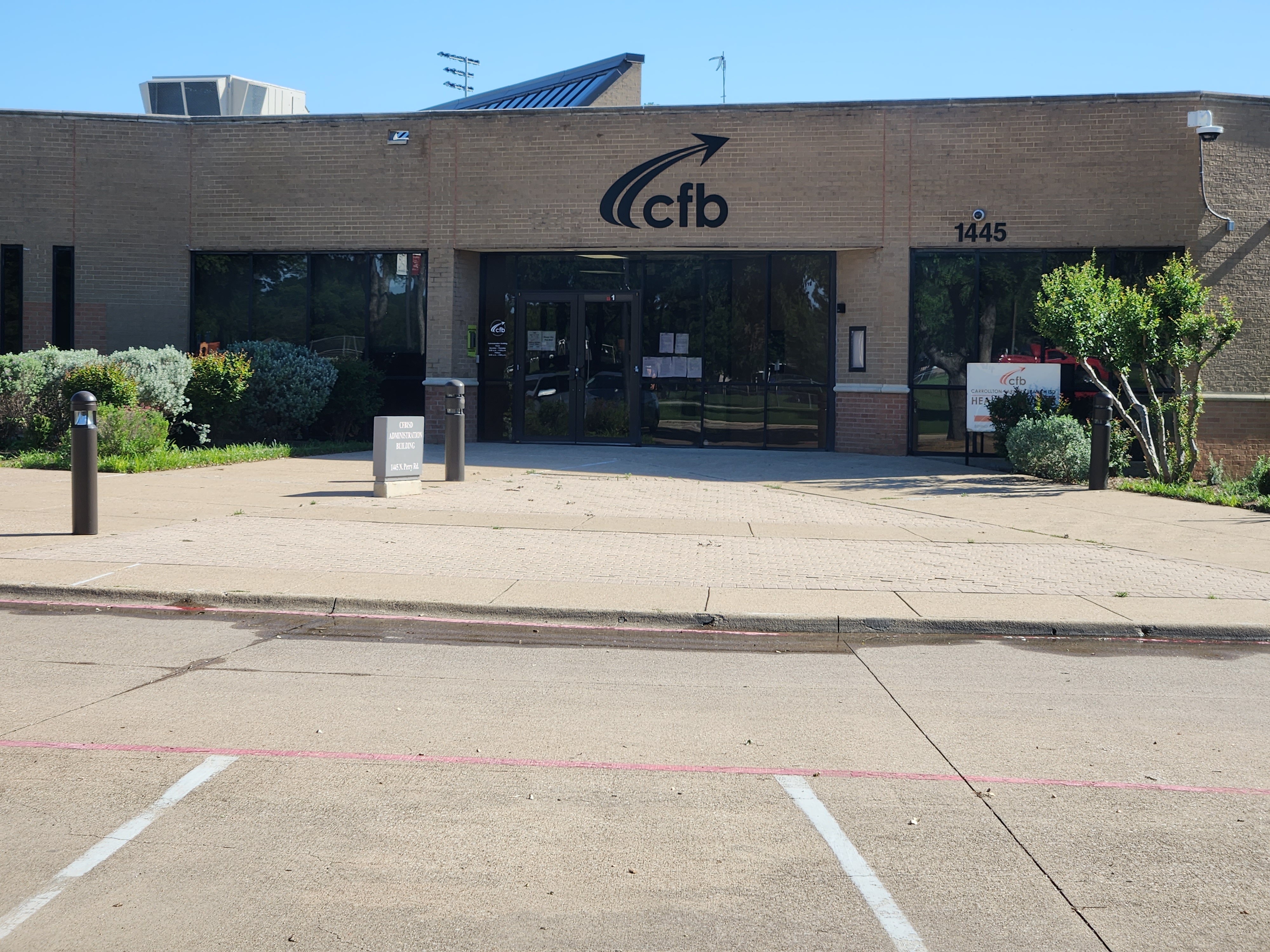
Uno de los centros integrados dentro del Distrito Escolar Independiente de Carrollton-Farmers Branch.

El Distrito Escolar Independiente de Carrollton-Farmers Branch (Carrollton-Farmers Branch Independent School District o C-FB ISD en inglés) es el distrito escolar del estado de Texas, Estados Unidos. Su sede está en Carrollton. Sirve partes de Carrollton, Farmers Branch, Dallas, Addison, Irving y Coppell.

## Escuelas

### Escuelas secundarias
- Creekview High School
- Newman Smith High School
- R. L. Turner High School
- Ranchview High School
- Early College High School

### Escuelas medias
- Charles M. Blalack Middle School
- Barbara Bush Middle School
- Vivian Field Middle School
- Dan F. Long Middle School
- DeWitt Perry Middle School
- Ted Polk Middle School

### Escuelas primarias
- L.F. Blanton Elementary School
- Carrollton Elementary School
- Central Elementary School
- Country Place Elementary School
- Dale B. Davis Elementary School
- Farmers Branch Elementary School
- Bernice Chatman Freeman Elementary School
- Furneaux Elementary School
- R. E. Good Elementary School
- E. L. Kent Elementary School
- Tom Landry Elementary School
- Las Colinas Elementary School
- La Villita Elementary School
- McCoy Elementary School
- Charlie C. McKamy Elementary School
- Neil Ray McLaughlin Elementary School
- Kathryn S. McWhorter Elementary School
- Annie Heads Rainwater Elementary School
- Riverchase Elementary School
- Rosemeade Elementary School
- Janie Stark Elementary School
- June Rhoton Thompson Elementary School
- Dave Blair Intermediate School
- Donald H. Sheffield Intermediate School
- L. P. Montgomery Primary School
- Donald H. Sheffield Primary School

### PreK
- Centro de Preescuela Kelly

### Escuelas alternativas
- Centro de Educación Mary Grimes[4]